# Gustav Adolph Hennig

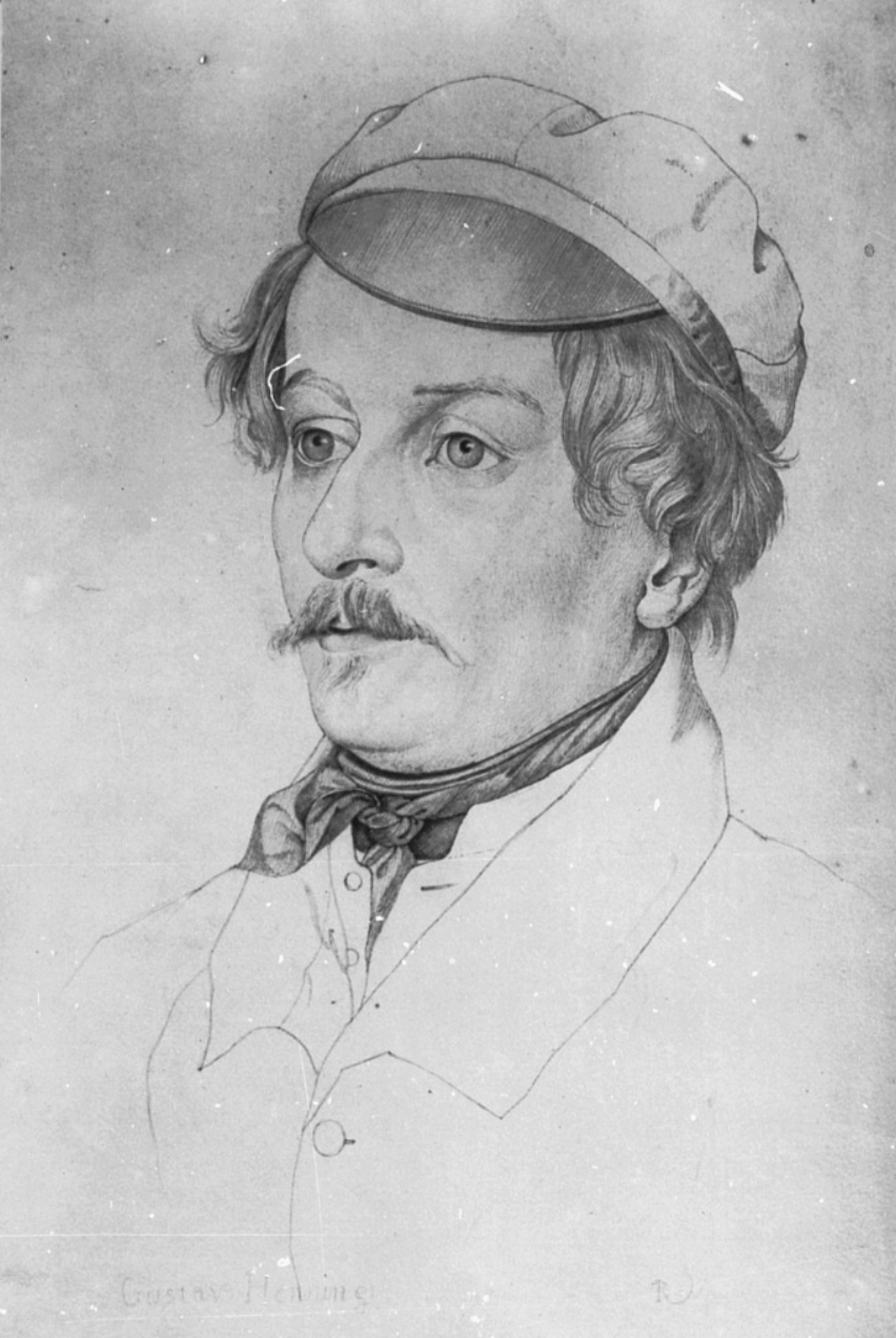
Theodor Rehbenitz: Porträt Gustav Adolph Hennig, 1822–26

Gustav Adolph (Adolf) Hennig (* 14. Juni 1797 in Dresden; † 15. Januar 1869 in Leipzig) war ein deutscher Historienmaler, Porträtist, Grafiker, Radierer und Lithograf. Er war Direktor der Akademie der bildenden Künste in Leipzig.

## Leben und Werk
Hennig bildete sich bei dem Porträtmaler Christian Leberecht Vogel und seit 1810 an der Zeichnungs-, Malerey- und Architectur-Academie, der späteren Dresdner Kunstakademie, bei Johann David Schubert und Friedrich Matthäi aus. 1814 war er in Großenhain, von 1816 bis 1821 in Leipzig, 1820 und 1821 auch in Halle, Schkeuditz und Umgegend als Porträtmaler tätig.
Er setzte seine Studien – mit königlicher Unterstützung und begleitet von dem Kupferstecher Christian Ernst Stölzel – von 1822 bis 1826 und von 1832 bis 1833 in Italien, vor allem in Florenz, Neapel und Rom fort. Nach seiner Rückkehr 1840 wurde er Lehrer für Zeichnen und Professor, später Direktor der Leipziger Akademie. Zu den bei seinen Zeitgenossen bekannteren Arbeiten zählten die Gemälde Christus reinigt den Tempel und Die Vertreibung der Wechsler aus dem Tempel.
In der Gegenwart ist sein schlichtes, eher asketisches Gemälde Lesendes Mädchen aus dem Jahr 1828 bekannt, das im Museum der bildenden Künste in Leipzig zu besichtigen ist und als Umschlagmotiv zu einem Katalog des Hauses Das Museum im Wohnzimmer (2005) dient. Als weiteres
Umschlagmotiv ist das Bild auf Alberto Manguels Die Geschichte des Lesens zu sehen. Dieses Gemälde wird auch als Kunstdruck angeboten.

Auswahl von Gemälden
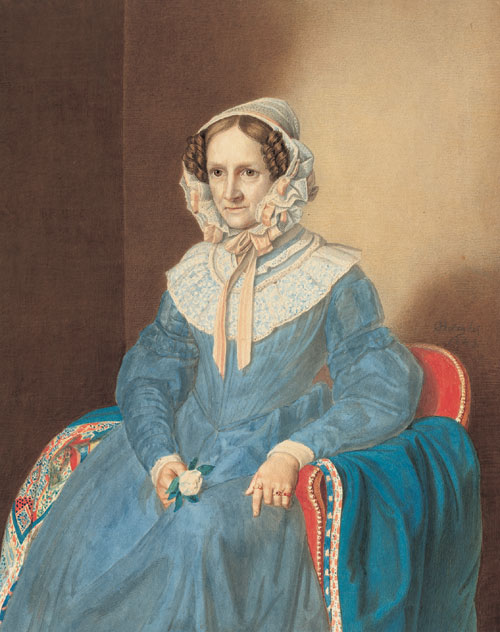
Bildnis der Johanna Recoius
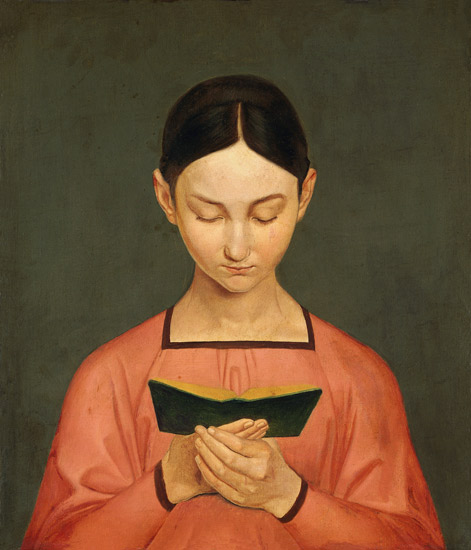
Lesendes Mädchen, 1828, Museum der bildenden Künste, Leipzig
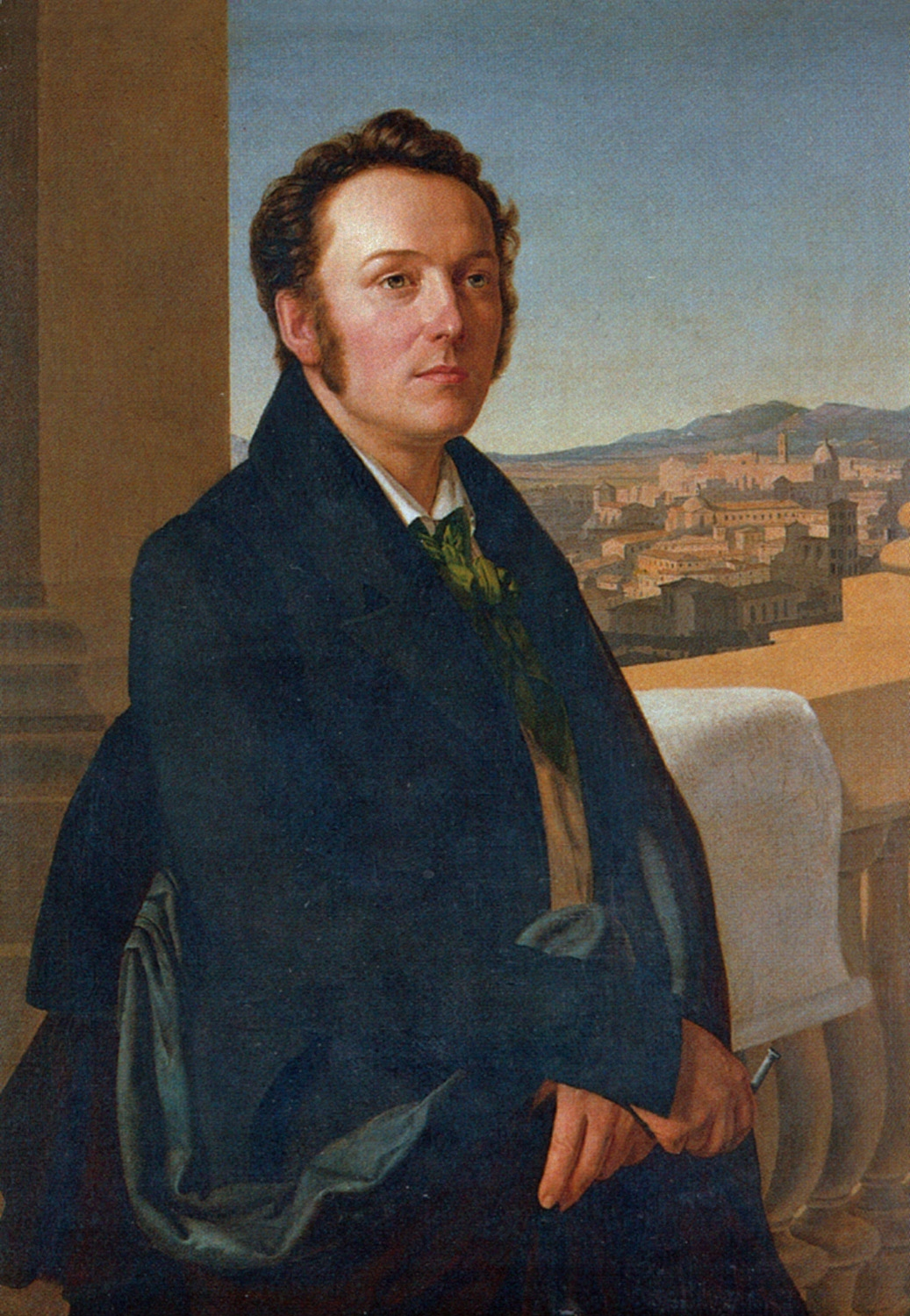
Porträt Gustav Seyffarth 1837
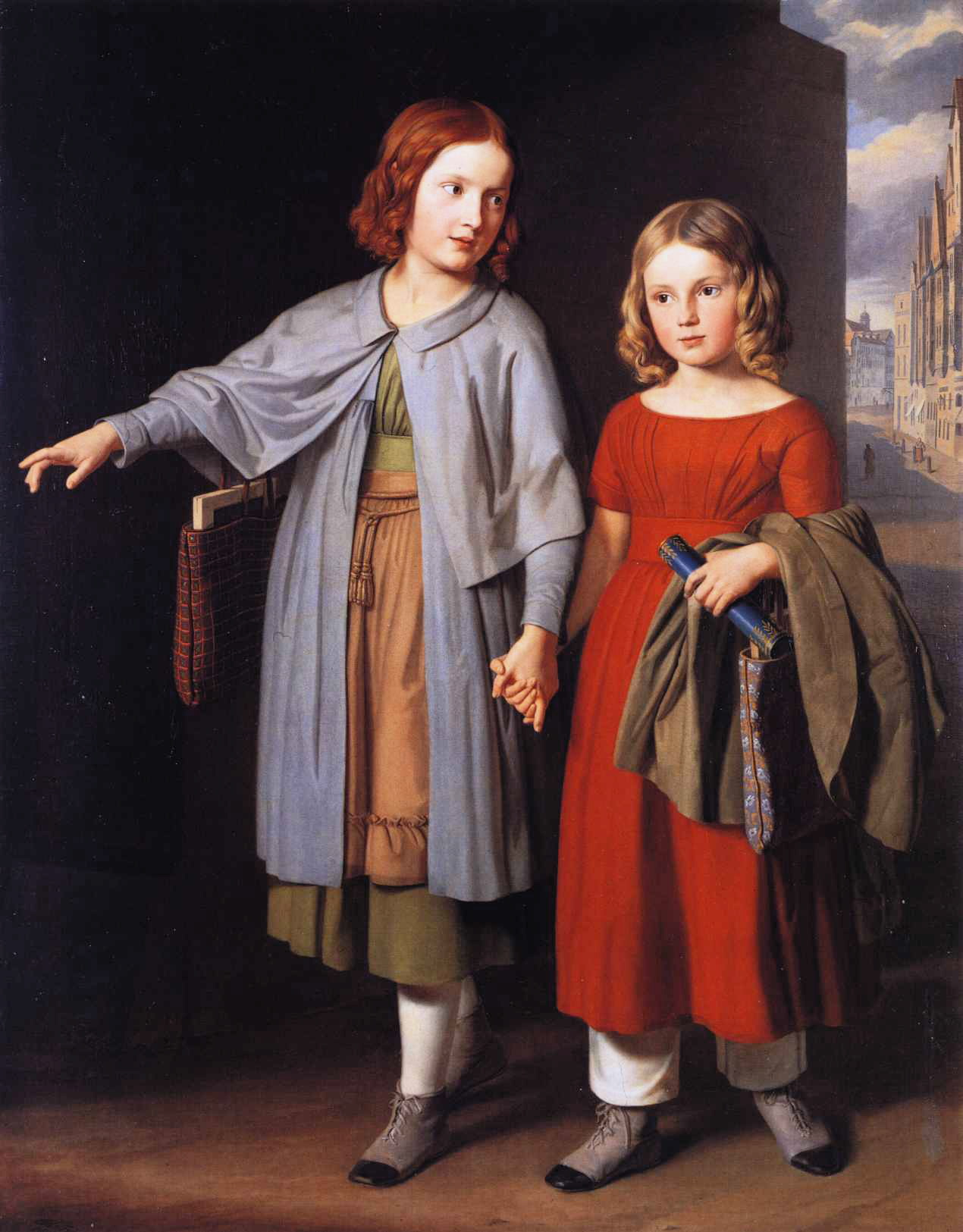
Die Kinder des Künstlers auf dem Weg zur Schule, 1851
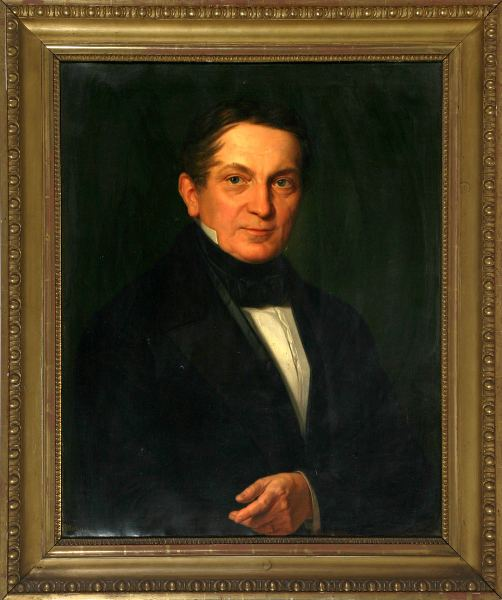
Prof. Dr. Johann Gottfried Stallbaum, Rektor der Thomasschule, 1854